# ترين سانت لوان (كورنوال)
ترين سانت لوان (بالإنجليزية: Treen (St Levan))‏ هي قرية تقع في المملكة المتحدة في كورنوال.